# Wyborcze jaja
Wyborcze jaja (ang. The Campaign, stary tytuł: Dog Fight and Rivals) – amerykańska komedia z 2012 roku w reżyserii Jaya Roacha. Wyprodukowany przez Warner Bros. Pictures.

## Fabuła
Kongresmen Cam Brady (Will Ferrell) przed wyborami wywołał skandal: miał romans z jedną ze swoich zwolenniczek. Dwóch biznesmenów chce zdobyć wpływy w sferach rządowych, werbują więc naiwnego Marty’ego (Zach Galifianakis), żeby walczyć ze skompromitowanym parlamentarzystą o miejsce w Kongresie. Kampania przeradza się w polityczną wojnę, w której wszystkie chwyty są dozwolone.

## Obsada
- Will Ferrell jako Camden „Cam” Brady
- Zach Galifianakis jako Martin „Marty” Huggins
- Jason Sudeikis jako Mitch Wilson
- Katherine LaNasa jako Rose Brady
- Dylan McDermott jako Tim Wattley
- John Lithgow jako Glen Motch
- Dan Aykroyd jako Wade Motch
- Brian Cox jako Raymond Huggins
- Sarah Baker jako Mitzi Huggins
- Grant Goodman jako Clay Huggins
- Kya Haywood jako Dylan Huggins
- Karen Maruyama jako pani Yao
- Taryn Terrell jako Janette
- Josh Lawson jako Tripp